# APR FC
Armée Patriotique Rwandaise FC – rwandyjski klub piłkarski, grający obecnie w Primus League, mający siedzibę w mieście Kigali, stolicy kraju. Domowe mecze rozgrywa na stadionie Stade Amahoro, mogącym pomieścić 10 tysięcy widzów. Klub został założony w 1993 roku. W swojej historii dziesięciokrotnie wywalczył mistrzostwo kraju i cztery razy zdobył Puchar Rwandy.

## Sukcesy
- Primus League: 23

1995, 1996, 1999, 2000, 2001, 2003, 2005, 2006, 2007, 2009, 2010, 2011, 2012, 2014, 2015, 2016, 2018, 2020, 2021, 2022, 2023, 2024, 2025
- Puchar Rwandy: 4

2002, 2006, 2007, 2008
- CECAFA Clubs Cup: 2

2004, 2007

## Występy w afrykańskich pucharach
- Liga Mistrzów: 8 występów

1997 - 1. runda
2000 - wycofał się po 1. rundzie
2002 - 1. runda
2004 - 3. runda
2006 - 1. runda
2007 - 1. runda
2008 - runda wstępna
2010 - 1. runda
- Puchar Mistrzów: 1 występ

1996 - 2. runda
- Puchar Konfederacji: 3 występy

2004 - runda pośrednia
2005 - 2. runda
2009 - 2. runda
- Puchar CAF: 3 występy

1998 - 1. runda
1999 - 1. runda